# Erwin Strempel
Erwin Strempel (* 6. Januar 1924; † 17. Oktober 1999) war ein deutscher Fußballspieler.

## Karriere

### Vereine
Strempel begann beim SC Blieskastel, einem Mehrspartenverein aus dem gleichnamigen Ort im Saarpfalz-Kreis, mit dem Fußballspielen. 22-jährig wurde er zur Saison 1946/47 vom 1. FC Saarbrücken verpflichtet und gehörte ihm bis zum Saisonende 1954/55 an. Für ihn kam er zunächst in der Gruppe Nord der Oberliga Südwest zum Einsatz. Nachdem er am Saisonende 1947/48 diese als Zweitplatzierter hinter dem 1. FC Kaiserslautern abgeschlossen hatte, folgte für drei Spielzeiten der Wechsel in die Ehrenliga Saarland, bevor er mit seinem Verein zur Saison 1951/52 in die Oberliga Südwest zurückkehrte. Die Saison schloss er mit dem 1. FC Saarbrücken als Südwestmeister ab. Daraufhin nahm er mit seiner Mannschaft an der Endrunde um die Deutsche Meisterschaft 1951/52 teil, bestritt alle sechs Spiele der Gruppe 1, aus der er als Sieger – noch vor dem 1. FC Nürnberg – hervorgegangen war und erreichte das Finale gegen den VfB Stuttgart. Das am 22. Juni 1952 in Ludwigshafen am Rhein ausgetragene Spiel ging jedoch mit 2:3 verloren.
Von 1955 bis 1959 spielte er beim Ligakonkurrenten Borussia Neunkirchen. Seine Fußballerkarriere beendete er 1968 als Spielertrainer in Blieskastel – allerdings nicht im Tor, sondern wie bereits in seiner Soldatenzeit als Mittelstürmer.

### Nationalmannschaft
Für die Saarländische Nationalmannschaft bestritt er 14 Länderspiele. Sein Debüt gab er am 22. November 1950 in Saarbrücken beim 5:3-Sieg gegen die B-Nationalmannschaft der Schweiz, sein letztes Spiel bestritt er am 16. November 1955 – ebenfalls in Saarbrücken – bei der 1:2-Niederlage gegen die Nationalmannschaft der Niederlande. In der Qualifikations-Gruppe 1 für die Weltmeisterschaft 1954 in der Schweiz bestritt er alle vier Begegnungen, zwei davon gegen die A-Nationalmannschaft Deutschlands. Der erste Vergleich am 11. Oktober 1953 in Stuttgart endete mit der 0:3-Niederlage. Das Rückspiel in Saarbrücken am 28. März 1954 mit der 1:3-Niederlage, wobei Herbert Martin vom 1. FC Saarbrücken das einzige Tor für die Saarländer erzielte. Gegen die Nationalmannschaft Norwegens gelang am 24. Juni 1953 in Oslo ein 3:2-Sieg und im Rückspiel am 8. November 1953 in Saarbrücken ein torloses Unentschieden.

## Erfolge
- Zweiter der Deutschen Meisterschaft 1952
- Meister der Oberliga Südwest 1952

## Sonstiges
Ab 1990 war er als Tennistrainer beim Tennisclub Blieskastel 1968 e. V. im Blieskasteler Ortsteil Lautzkirchen tätig.